# Silver League
La Silver League è la seconda serie del campionato italiano di broomball. Il torneo viene organizzato dal Comitato italiano broomball dal 2005.